# اولاف وینتر
اولاف وینتر (آلمانی: Olaf Winter؛ زادهٔ ۱۸ ژوئیهٔ ۱۹۷۳) قایقران کایاک اهل آلمان بود.